# Beauvais-sur-Tescou
Beauvais-sur-Tescou település Franciaországban, Tarn megyében. Lakosainak száma 376 fő (2022. január 1.). Beauvais-sur-Tescou Le Born, Montgaillard, Montvalen, Tauriac és Verlhac-Tescou községekkel határos.

## Népesség
A település népességének változása:
| Lakosok száma | 330  | 342  | 359  | 362  | 363  | 363  | 367  | 372  | 376  |
|               | 2013 | 2015 | 2016 | 2017 | 2018 | 2019 | 2020 | 2021 | 2022 |